# Generalmarch
En generalmarch er et hornsignal eller et trommesignal til soldater.
| Militær | Spire Denne artikel om militær er en spire som bør udbygges. Du er velkommen til at hjælpe Wikipedia ved at udvide den. |